# Cano Delgadito orthohantavirus
Cano Delgadito orthohantavirus (англ.), ранее Cano Delgadito virus, — вид вирусов из семейства Hantaviridae порядка Bunyavirales. Вызывает хантавирусный кардиопульмональный синдром. Распространён на территории Южной Америки, наибольшее количество случаев заболевания встречается на территории Льянос-Ориноко в Венесуэле.
Переносчиком вируса является хлопковый хомяк Элстона (Sigmodon alstoni). В 1997 году на территории Венесуэлы у 25 из 280 представителей этого вида грызунов в тканях были обнаружены вирусы: Cano Delgadito orthohantavirus и Maporal orthohantavirus. В 2002 году проведённый эксперимент показал, что вирус полностью выводится из организма хомяков через 54 дня после его инъекции.
В 2017 году в связи с выделением порядка Bunyavirales и ревизией рода Hantavirus название вида изменено, как и у большинства других относящихся к порядку таксонов.